# تایگر کورپوریشن
ابرشرکت تایگر (ژاپنی: タイガー) ابرشرکت لوازم خانگی ژاپنی است، که در سال ۱۹۲۳ تأسیس شد.